# Łoskoń Stary
Łoskoń Stary (do 31 grudnia 2013 Stary Łoskoń) – wieś w Polsce położona w województwie wielkopolskim, w powiecie poznańskim, w gminie Murowana Goślina. Znajduje się na północnym krańcu wsi Długa Goślina, przy Jeziorze Łoskoń.
W latach 1975–1998 miejscowość administracyjnie należała do województwa poznańskiego.
Na terenie wsi znajdują się pozostałości cmentarza ewangelickiego. W jego centrum stoi głaz pamiątkowy z datami: 1860-1945.